# Lucanus tetraodon
Lucanus tetraodon es una especie de coleóptero de la familia Lucanidae. La especie fue descrita científicamente por Carl Peter Thunberg en 1806.

## Algunas subespecies
- Lucanus tetraodon argeliensis
- Lucanus tetraodon corsicus Gautier des Cottes, 1860
- Lucanus tetraodon provincialis Colasante, 1949
- Lucanus tetraodon sicilianus Planet, 1899
- Lucanus tetraodon tetraodon (Thunberg, 1806)

= Lucanus tetraodon bidens Thunberg, 1806
= Lucanus tetraodon impressus Thunberg, 1806
= Lucanus tetraodon serraticornis Fairmaire, 1859

## Características físicas
Es un insecto de tamaño relativamente grande, con una longitud que va desde 30 a 48 mm. Tiene una forma alargada, con un color marrón oscuro. Presenta dimorfismo sexual, teniendo en los machos las mandíbulas más desarrolladas que las hembras, ya que se utilizan para combatir durante la temporada de reproducción. Es muy similar a su congénere Lucanus cervus, especialmente los machos, más pequeños en este último, que se diferencia en que es color menos lúcido y tiene antenas de seis articulaciones.

## Biología
La larva de esta especie se encuentra en el suelo, cerca de árboles leñosos. Se alimenta de materia orgánica en descomposición y ataca las raíces de muchas especies de roble y la encina. A veces también atacan la madera, sobre todo si se encuentra en descomposición, excavando túneles de gran longitud dentro de ella.
El adulto se alimenta de líquidos azucarados, como la savia. Él vive sólo unas pocas semanas y por lo general aparece en el período junio-julio.

## Distribución geográfica
Esta especie de Lucanus es común en Italia, el sur de Sicilia, Cerdeña, Córcega, Albania, Grecia y Argelia. También ha sido citado recientemente en Pirineos.
Es común tanto en los bosques mesófilos como la zona mediterránea.